# Anton Georg Kölbl
Anton Georg Kölbl (* 24. Februar 1771 in Wien; † 15. März 1843 ebenda) war ein österreichischer Künstler und Münzmeister.

## Leben
Seine Ausbildung absolvierte Kölbl an der Akademie der bildenden Künste Wien. Zu seinen Lehrern zählte unter anderem Johann Christian Brand, der Professor im Landschaftszeichnen und für seine präzisen Gestaltungen der Natur bekannt war. Inspiriert wurde Kölbl aber auch von Martin von Molitor, der ebenfalls Schüler an der Wiener Akademie war und mit seinen Veduten brillierte. Zu Kölbls bekanntesten Radierungen gehören Landschaften, oft mit Tieren und Menschen als Staffagefiguren, die er im Stil Molitors radierte.
Kölbl erhielt bei einem Kunstwettbewerb den 1. Preis und dilettierte in der Kupferstecherkunst. Doch augenscheinlich konnte er von der Kunst nicht leben, denn 1795 trat er den Staatsdienst bei der Wiener Münze als Münzwerkmeister an und wurde 1809 durch ein Hofdekret Landmünzprobierer in Brünn, bis er dann 1818 als hauptmünzamtlicher Drahtzugsverwalter sowie Inspektor am Hauptmünzamt nach Wien zurückkehrte.
Seine Tätigkeit als Künstler ist zwischen 1790 und 1815 nachweisbar. Neben den Radierungen schuf er auch einige wenige Zeichnungen und Aquarelle. Thematisch waren seine Kunstwerke vielseitig. Zwar bildeten Landschaftsdarstellungen in Kölbls Schaffen das größte Konvolut, doch sind auch Genreszenen, Tierstücke und Köpfe respektive Porträts vorhanden. In der Albertina befindet sich sein vollständiges Œuvre der Radierungen „mit vielen Probedrucken und Blättern mit Bleistiftkorrekturen“, die in Klebebände montiert sind. Auch einige andere Institutionen haben eine kleine Auswahl seiner Werke, wie zum Beispiel die Akademie der bildenden Künste Wien oder das Kupferstichkabinett Berlin.